# گویش تنگسیری

گویش تنگسیری گویشی از خانواده زبان‌های ایرانی جنوب غربی است. آمیخته‌ای از پهلوی جنوبی و لُری است که مردم شهرستان تنگستان در استان بوشهر بدان گفتگو می‌کنند.همچنین برخی منابع گویش مردم تنگستان را گویشی از زبان فارسی یا گویش فارسی محلی دارای بن مایه لری ذکر می‌کنند. این گویش تحت‌تأثیر زبان‌هایی چون لری، فارسی، عربی، انگلیسی و پرتغالی قرار گرفته. گویش تنگسیری با زبان‌های مناطق همجوار از جمله لری بختیاری، کهگیلویه وبویراحمد و دیگر مناطق کشور تشابهات زیادی دارد. دکتر محمد حسین رکن زاده در کتاب دلیران تنگستان، زبان تنگستانی را شعبه از زبان لری معرفی میکند.

## ریشه‌شناسی
گویشوران گویش تنگسیری با گویش دشتی و دشتستانی به آسانی ارتباط برقرار می‌کنند که در این باره باید گفت مردم شهرستان‌های شمالی استان عمدتاً به گویش لری و مردم شهرستان‌های جنوبی مانند جم و قسمت‌هایی از کنگان و دیر نیز به فارسی لهجه دار صحبت می‌کنند.
در مورد ارتباط گویش تنگستان با گویش‌های لُری رایج در شهرستانهای دشتی و دشتستان در فرهنگ‌نامه بوشهر آمده است:
«میان گویش‌های مختلف محلی جنوب از جمله مردم استان بوشهر به خصوص مناطق دشتی، دشتستان و تنگستان روابط نزدیکی وجود دارد و از یک ریشه گرفته شده‌اند فقط در تلفظ الفاظ و اصطلاحات اختلافاتی با یکدیگر دارند. زبان محاوره ای این مناطق بر گرفته از لری است. لغات و ترکیبات و نوع کاربرد شناسه، در آن به‌طور دقیق با زبان پهلوی جنوبی یا زبان پهلوی ساسانی منطبق می‌باشد فقط برخی از لغات ثقیل روان تر گریده و در بعضی موارد لغاتی از زبان محاوره ای حذف شده و جای خود را به لغاتی تازه داده است.»

## ویژگی‌های دستوری
در تنگسیری حرف آرامی مثل «ب» در میانه بعضی از کلمات حذف شده و جایش را به حرف تند «او» می‌دهد:
ابر= اَوّر
سبزی= سُوزی
تبر= تُوار
کبوتر= کُنتَر
کبک= کوگ
انبر= اَمبُر

## نمونه واژه‌های تنگسیری
کا= کجا
اَور= ابر
زیمی= زمین
تیفو= طوفان
گاسلیت= نفت
ظلال= سایه گستر
کاتخ= آب گوشت
طیاره= هواپیما
زورد= نخ
لعلین= دمپایی
کک= سرفه
دومن= پایین
سِهَک-سِمَک= بو یا مزه بد گوشت‌های مختلف مثل ماهی